# Idioma mayi-kutuna
El Mayi-Kutuna, también llamado Mayaguduna, Maikudunu y otras variantes, es una lengua mayábica extinta hablada una vez por los Mayi-Kutuna, un pueblo aborigen australiano de la actual Península del cabo York en el norte de Queensland, Australia.
Gavan Breen (1981) pensó que los Marrago podrían haber sido un subgrupo del pueblo Mayi Kutuna; Paul Memmott (1994) enumera el "lenguaje Marrago" por separado, pero no da más detalles. Su estado no está confirmado por la colección AIATSIS.